# Enghave Plads
 Der er for få eller ingen kildehenvisninger i denne artikel, hvilket er et problem. Du kan hjælpe ved at angive troværdige kilder til de påstande, som fremføres i artiklen.

Enghave Plads er en plads på Vesterbro i København. Pladsen markerer det sydlige hjørne af krydset mellem de to store gader Istedgade og Enghavevej. Ved pladsen ligger blandt andet Enghave Plads Station, spillestedet VEGA, Enghaveplads Skole, Enghaveparken og Kristkirken.
Pladsen er navngivet i 1897 efter beliggenheden ved Enghavevej.